# 光荣街道 (齐齐哈尔市)
光荣街道是中国黑龙江省齐齐哈尔市铁锋区下辖的一个街道。